# COROT-6b

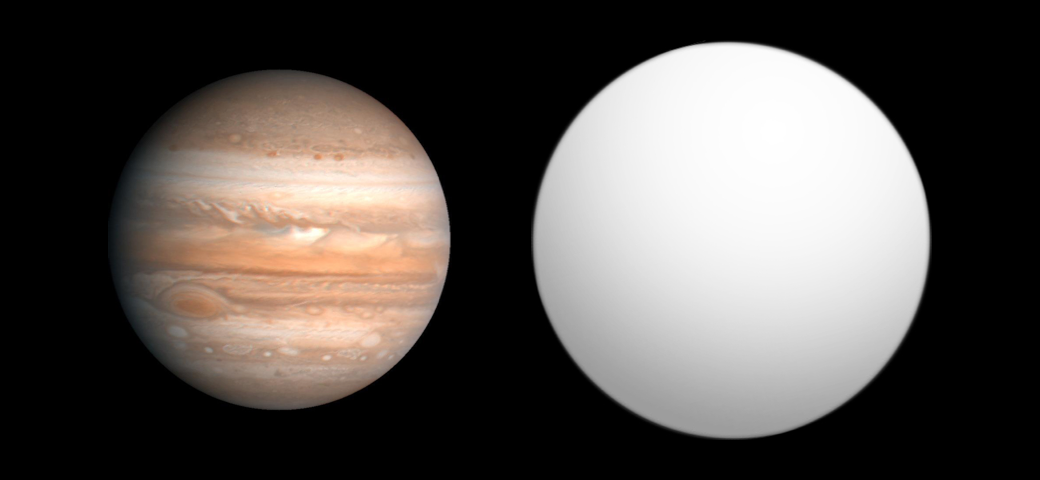
Comparação de tamanho de COROT-6b com Júpiter.

COROT-6b (anteriormente conhecido como COROT-Exo-6b) é um exoplaneta que foi descoberto pela equipe da missão COROT em 2 de fevereiro de 2009 ao orbitar a estrela COROT-6. Está localizado na constelação de Ophiuchus.